# Paolo Taviani (storico delle religioni)
Paolo Taviani (1959) è uno storico delle religioni italiano.
Formatosi nell'ambito della Scuola romana di Storia delle religioni, ha studiato all'Università "La Sapienza" di Roma sotto la guida di Dario Sabbatucci e Marcello Massenzio. Si è poi specializzato presso lo University College Dublin seguendo i corsi di Proinsias Mac Cana e Francis John Byrne. Insegna Storia delle religioni all'Università dell'Aquila.
Gli studi di Taviani si richiamano al metodo storico-comparativo fondato da Raffaele Pettazzoni e sono in gran parte dedicati alla cultura irlandese e alla Grecia antica.
Le sue teorie sull'idea di "Celti" e sui druidi irlandesi hanno destato un certo interesse anche al di fuori della ristretta cerchia degli studiosi.

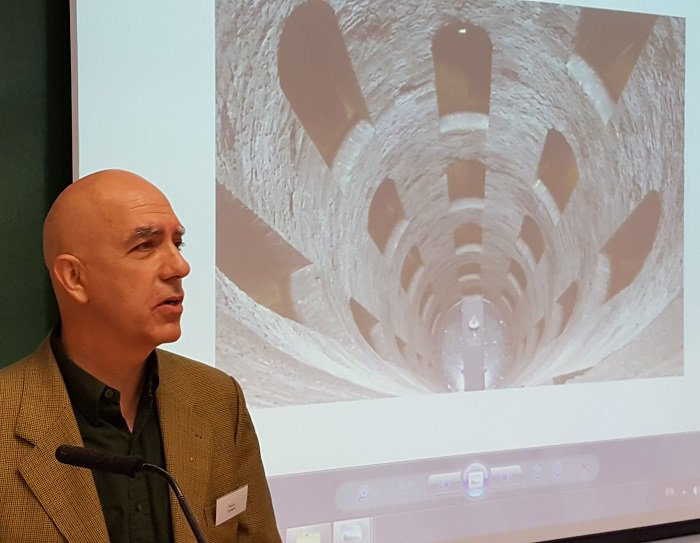
Taviani (31a ICM, Maynooth 2017)

In Furor bellicus, Taviani respinge l'idea di un prototipico guerriero indoeuropeo dedito al furor: l'idea che i guerrieri nemici fossero furiosi, posseduti o indemoniati, nacque nell'epoca in cui l'Impero romano divenne cristiano (nel libro si trovano anche riferimenti alla storia contemporanea, dall'indipendentismo irlandese all'insurrezione di Varsavia, dalla Resistenza in Liguria all'ANC di Nelson Mandela).
Alla 31a Conferenza Irlandese dei Medievalisti Taviani ha proposto una nuova ipotesi sulla cosiddetta prima 'chiusura' del pellegrinaggio al Purgatorio di San Patrizio (Lough Derg). Negli Acta Sanctorum sta un documento che considera la 'chiusura' conseguenza della denuncia di un monaco olandese, che sarebbe stato a Lough Derg e poi a Roma, in Vaticano, accusando il vescovo e il priore di Lough Derg di simonia. Secondo Taviani il documento è un falso seicentesco.

## Opere
- Il Purgatorio di san Patrizio, a cura di Maggioni - Tinti - Taviani, Sismel - Edizioni del Galluzzo, Firenze 2018
- "Maghi, druidi e glosse monastiche", Ermetismo ed esoterismi, a cura di P. Sacrpi e M. Zago, Libreriauniversitaria, 2013.
- Ridere un mondo. Temi storico-religiosi in Pettazzoni, Brelich, de Martino, Aracne, 2012.
- Furor Bellicus. La figura del guerriero arcaico nella Grecia antica, F. Angeli, 2012.
- “L'identità irlandese fra stereotipi e conflitto”, Interpretare la differenza, Liguori, 2002.
- “‘Religione popolare’ al Purgatorio di San Patrizio: note su una categoria interpretativa”, Quaderni di Storia, antropologia e scienza del linguaggio, 3 (1996).
- “Furie sanguinarie”, Etnoantropologia, 3/4 (1995).
- “Nazionalismo e integralismo religioso come attrazioni esotiche: Edith e Victor Turner al Purgatorio di S. Patrizio”, Studi e materiali di Storia delle religioni, 61 (1995).
- "The Mythical Function of Irish scéla: Reality Upturned in The Ulster Cycle", The Notion of “Religion” in Comparative Research, L'Erma di Bretschneider, 1994.
- "Soglie dell'aldilà nell'Irlanda medioevale", Luoghi sacri e spazi della santità, Rosenberg & Sellier, 1990.
- I sovrani di Ériu. L'istituto regale nell'antica Irlanda, Bulzoni, 1983.